# Yibei
Yibei (kinesiska: 衣被, 衣被乡) är en socken i Kina. Den ligger i den autonoma regionen Tibet, i den sydvästra delen av landet, omkring 190 kilometer öster om regionhuvudstaden Lhasa.
Genomsnittlig årsnederbörd är 1 339 millimeter. Den regnigaste månaden är juni, med i genomsnitt 325 mm nederbörd, och den torraste är november, med 3 mm nederbörd.